# Жеребьи (Горайская волость)
Жеребьи — деревня в Горайской волости Островского района Псковской области. 
Расположена на берегу реки Верша (приток Синей), в 29 км к югу от города Остров и в 8 км к югу от волостного центра, деревни Крюки.
| 2001 | 2002 | 2010 |
| ---- | ---- | ---- |
| 9    | ↘6   | ↘4   |